# Maître de Spencer 6
Le Maître de Spencer 6 désigne par convention un enlumineur actif à Bourges entre 1490 et 1510. Il doit son nom à un livre d'heures conservé dans la collection Spencer de la New York Public Library.

## Éléments biographiques et stylistiques

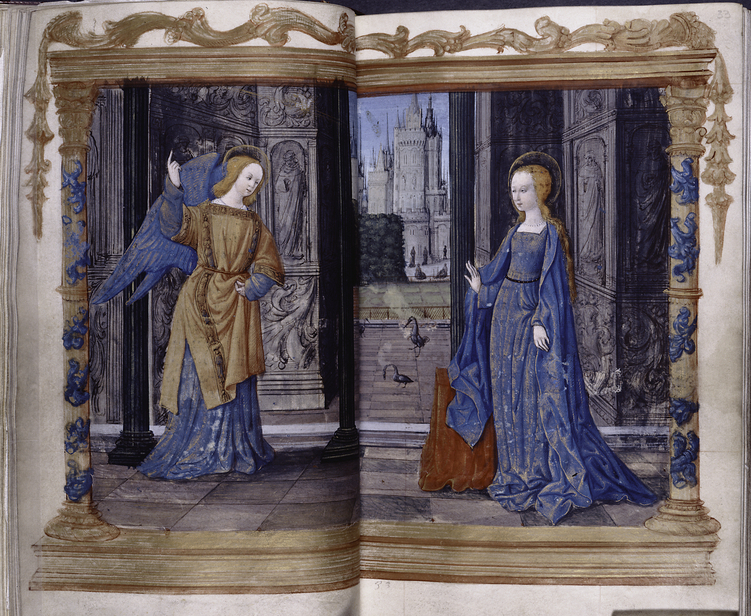
Annonciation, Heures Spencer 6 de la New York Public Library.

Son style a été isolé pour la première fois par l'historien de l'art américain John Plummer à partir d'un livre d'heures richement décoré et conservé dans la collection Spencer donnée à la New York Public Library. Il tient donc son nom de la cote de ce manuscrit. Dès cet ouvrage, il parvient à localiser son activité à Bourges, le manuscrit possédant des textes en usage dans la liturgie propre à cette ville (notamment dans la prière Obsecro te) ainsi que la présence du saint berruyer Ursin dans les litanies. Les autres manuscrits qui lui ont été attribués confirment cette origine : ils ont été commandés fréquemment par des personnalités venant de Bourges ou sont à l'usage liturgique de cette ville. Cet ancrage territorial est confirmé enfin par la présence d'une représentation très précise du château de Mehun-sur-Yèvre dans le livre d'heures de New York. Au début de sa carrière, dans les années 1490, il montre une influence du plus célèbre peintre berruyer de cette époque, Jean Colombe. Il collabore aussi sans doute avec l'atelier de celui-ci après sa disparition, ainsi qu'avec Jean de Montluçon, actif lui aussi dans cette ville à cette même époque.
Son activité ne se limite pourtant pas à une clientèle de la ville de Bourges. La renommée de l'enluminure berruyère fait qu'il est amené à travailler pour des commanditaires venant de Troyes, comme l'avait fait Colombe avant lui. C'est aussi le cas pour une clientèle de Tours et à cette occasion, il collabore avec Jean Poyer. Il travaille enfin pour une clientèle parisienne et il est cette fois-ci en relation avec le Maître de Philippe de Gueldre dont il a été le sous-traitant mais qu'il contribue à influencer. Rien ne permet de dire si l'artiste s'est déplacé à ces différentes occasions ou s'il s'est contenté de travailler à distance. Son activité cesse totalement après 1508. Jean-Yves Ribault a repéré dans les archives de la ville de Bourges un artiste du nom de Laurent Boiron actif pendant cette période, entre 1480 et 1510 et qualifié de libraire à la fin de sa vie.
Dans son style, il emprunte à Jean Colombe ses décors architecturaux et ses types féminins, au Maître de Monypenny ses types de vieillards et enfin à Jean de Montluçon ses encadrements architecturaux de style Renaissance. Deux mains sont distinguées dans plusieurs de ses contributions. Elles sont très proches dans leur style mais l'une semble plus provenir d'un artiste à la technique plus sommaire que le premier. Il pourrait s'agir de deux frères, ou d'un père et de son fils ou encore d'un mari et de sa femme. 

## Œuvres attribuées
Une quarantaine de manuscrits lui sont attribués au total selon la liste établie en 2015 par Katja Airaksinen-Monier, complétée par quelques nouvelles attributions.
| Titre                                                                                               | Date        | Lieu de conservation | Description | Exemple d'enluminure                               |
| --------------------------------------------------------------------------------------------------- | ----------- | --- | --- | -------------------------------------------------- |
| Livre d'heures à l'usage de Troyes                                                                  | 1488        | Collection particulière, passé en vente chez Drouot le 29 mars 1985 (lot 29) et chez Sotheby's à Londres, le 7 décembre 2004 (lot 47)                                                                           | 12 grandes et 92 petites miniatures |                                                    |
| Livre d'heures à l'usage de Langres                                                                 | 1485-1490   | Morgan Library and Museum, New York (M.271) | 129 folios, 23,1 × 16,2 cm, 13 grandes et 33 petites miniatures. Attribuées à un suiveur du maître.                                                                                    | Annonciation, f.19r.                               |
| Livre d'heures à l'usage de Troyes                                                                  | 1485-1490   | Bibliothèque Marciana, Venise (Lat. I, 70) | 11 grandes miniatures et une lettrine historiée | L'Adoration des mages, f.76r.                      |
| Fragments d'un livre d'heures                                                                       | 1485-1490   | Getty Center, Getty Research Institute (Special Collections, 920003*) (4 feuillets) et collection particulière (1 feuillet, passé en vente chez Sotheby’s, Londres, le 6 juillet 2000, lot 32)                  | 5 grandes miniatures |                                                    |
| Livre d'heures à l'usage de Bourges                                                                 | 1490-1500   | Bibliothèque nationale de Russie, Saint-Pétersbourg (ms. f. 183, n° 1912) | 12 grandes miniatures |                                                    |
| Histoire de la destruction de Troie la grant                                                        | 1493-1500   | Bibliothèque nationale de France, Paris (N.a.Fr. 24920) | 11 grandes et 65 petites miniatures. Manuscrit destiné à Aimar de Poitiers, réalisé en collaboration avec l'atelier de Jean Colombe, dont 1 grandes et 6 petites de la main du maître. | Le Siège de Troie, f.41v.                          |
| Fleur des histoires de Jean Mansel                                                                  | 1493-1500   | Bibliothèque nationale de France, Paris (Fr.53) | Manuscrit destiné à l'amiral Louis Malet de Graville. Peint en collaboration avec l'atelier de Colombe. 2 grandes miniatures et 31 bordures historiées de la main du maître.           | Siège de Carthage par les Romains, f.142r.         |
| Premier livre des Chroniques d'Enguerrand de Monstrelet                                             | 1493-1500   | Musée Condé, Chantilly (Ms.875) | 343 folios, 41,2 × 29,7, 1 grande miniature | La Folie de Charles VI.                            |
| Livre d'heures à l'usage de Rome                                                                    | 1490-1500   | Bibliothèque nationale de France, Paris (Lat.10560) | 117 folios, 16 × 10,5 cm, 13 grandes et 2 petites miniatures |                                                    |
| De mulieribus claris de Boccace                                                                     | 1490-1500   | Bibliothèque d'État et universitaire de Saxe, Dresde (ms. F. 171b) | 98 petites miniatures. Manuscrit destiné à Étienne Lallemant. | Europe et le taureau, f.15v.                       |
| La danse aux aveugles de Pierre Michault                                                            | 1490-1500   | Localisation inconnue | Plusieurs grandes miniatures. Manuscrit destiné à Jean Lallemant |                                                    |
| Heures de Philippe de Bouer, à l'usage de Bourges,                                                  | 1490-1500   | Bibliothèque de l'Université de Leeds, Leeds, Brotherton Collection (MS 8) | 141 folios. En collaboration avec l'atelier de Jean de Montluçon, 15 grandes et 32 petites miniatures de la main du maître.                                                            | La Pentecôte, f.69r.                               |
| Livre d'heures à l'usage de Bourges                                                                 | 1490-1500   | Bibliothèque bodléienne, Oxford (Rawl. liturg. e. 37) | 120 folios, 20 × 13 cm. En collaboration avec l'atelier de Jean de Montluçon, 1 grande miniature de la main du maître.                                                                 |                                                    |
| Heures de Bérenger Bollioud                                                                         | 1490-1500   | Bibliothèque municipale de Lyon, Lyon (Ms.5141) | 137 folios, 22 × 15 cm. En collaboration avec l'atelier de Jean de Montluçon, 6 grandes et 4 petites miniatures de la main du maître.                                                  | L'Annonciation, f.25r.                             |
| Livre d'heures Boisrouvray, à l'usage de Rome,                                                      | 1495-1500   | Bibliothèque nationale de France (N. a. Lat. 3116) | 139 folios, 19 × 12,5 cm. En collaboration avec l'atelier de Jean de Montluçon, 11 grandes et 16 petites miniatures de la main du maître.                                              | Nativité, f.36v.                                   |
| Horloge de dévotion de Jean Quentin, imprimé à Paris par Étienne Jehannot                           | 1496        | Bibliothèque Huntington, San Marino (Californie) (Rare Books 88375) | En collaboration avec le Maître des Entrées parisiennes, 1 grande et 2 petites miniatures de la main du maître.                                                                        |                                                    |
| Livre d'heures imprimé à Paris par Thielman Kerver pour Guillaume Eustace                           | 1500        | Bibliothèque Huntington, San Marino (Californie) (Mead 4683 - Rare Books 88370) | 14 grandes miniatures |                                                    |
| Heures dites della Porta ou encore du cardinal Charles de Bourbon, à l'usage de Bourges ou de Tours | 1500        | Bibliothèque royale (Danemark), Copenhague, GkS 1610 4°, | 76 folios, 17,4 × 12 cm. 7 grandes et 4 petites miniatures du maître complétant des lettrines provenant de l'atelier de Jean Fouquet datée vers 1450.                                  | Nativité, f.5r.                                    |
| Fragment d'un livre d'heures                                                                        | 1500        | Collection particulière (1 folio passé par la librairie Sam Fogg de Londres, lot 14024) et coll. part. à New York (1 folio)                                                                                     | 2 miniatures : la Pentecôte et le massacre des Innocents. |                                                    |
| Livre d'heures à l'usage de Bourges                                                                 | 1500 (vers) | British Library, Londres, Harley 2919 | 158 folios, 17 × 10,5 cm. Une miniature du maître complétant des miniatures de la mains d'autres enlumineurs berruyers anonymes,                                                       | Christ en gloire, f.19r.                           |
| Les Heures versifiés, Les Psaumes de la pénitence traduits en vers, Les Sept Vers de saint Bernard  | 1500-1505   | Bibliothèque nationale de France, Paris (Fr.2224) | 43 folios. 15 grandes et 1 petite miniatures | Annonciation, f4r.                                 |
| Heures de la croix                                                                                  | 1500-1505   | Bibliothèque nationale de France, Paris (Fr.1869) | 18 folios, 19,5 × 12,5 cm, 11 grandes miniatures | Crucifixion, f.3v.                                 |
| Livre d'heures à l'usage de Troyes                                                                  | 1500-1505   | Bibliothèque de l'Arsenal, Paris, ms. 651 | 129 folios, 18,5 × 12,8 cm. 13 grandes et 39 petites miniatures | Saint Jean, f.13r.                                 |
| Heures de G et H                                                                                    | 1500-1510   | Coll. part., anc. coll. Robert Beauvillain, passé en vente chez Binoche et Giquello, Drouot, le 5 juin 2020 (lot 23)                                                                                            | 156 folios, 4 diptyques, 28 grandes miniatures et 35 petites, en collaboration avec le Maître de Romuléon.                                                                             | Adam et Eve                                        |
| Épître de saint Jérôme à Furia sur la chasteté dans le veuvage                                      | 1500-1510   | Coll. part., passé en vente chez Hoepli, Milan, en 1953 (lot 16), puis à Paris chez Larchandet cat. no 55 en 1962 (lot 140) et à la librairie Les Enluminures à New York en novembre 2015 (Collection Ferrell). | Traduite dans le monastère de Saint-Sulpice de Bourges, une miniature. | Saint Jérôme transmettant sa lettre à Furia, f.5r. |
| Missel de Guillaume Lallemant, à l'usage de Tours                                                   | 1500-1504   | Morgan Library and Museum, M. 495 | 179 folios, 34,2 × 22,8 cm. En collaboration avec Jean Poyer, 18 petites miniatures de la main du maître.                                                                              | L'Annonce au berger, f.5r.                         |
| Heures de Tanneguy Madeuc et Anne du Fou à l'usage de Rome                                          | 1500-1505   | Collection part., passé en vent à la librairie Heribert Tenschert en 2000 | En collaboration avec le Maître d'Antoine de Roche. Une miniature de la main du maître.                                                                                                | Messe de saint Grégoire.                           |
| Fragments d'un livre d'heures                                                                       | 1500-1505   | Musée du Louvre, Paris (inv.20695) | 4 feuillets (Annonciation, nativité, adoration des mages, portement de croix), 17,4 × 12,5 cm.                                                                                         | Portement de croix                                 |
| Fragment d'un livre d'heures                                                                        | 1500-1505   | Coll. part., passé en vente chez Drouot le 15 mars 1989 (salle 1, no 8) | 5 feuillets avec miniatures |                                                    |
| Livre d'heures à l'usage de Rome,                                                                   | 1500-1505   | New York Public Library, New York (Spencer 6) | 2 double-pages, 33 grandes et 40 petites miniatures | Adam et Ève chassés du paradis                     |
| Anabase de Xénophon traduit par Claude de Seyssel                                                   | 1506-1508   | British Library, Royal 19 C VI | 182 folios, 32 × 22,5 cm. Exemplaire destiné à Henri VII, 11 grandes miniatures | Henri VII recevant l'ouvrage, f.17r.               |
| Anabase de Xénophon traduit par Claude de Seyssel                                                   | 1508-1509   | Bibliothèque nationale de France, Paris (Fr.701) | 170 folios. Exemplaire destiné à Charles III de Savoie, 11 grandes miniatures | Présentation à Louis XII, f.12r.                   |
| Heures de Guillaume de Seigne et Claudine Fortier à l'usage de Rome                                 | 1508        | British Library, Harley 2969 | 161 folios, 21 × 12,5 cm. 14 grandes miniatures et 7 petites | Annonciation, f.38r.                               |
| Les sept articles de la foi                                                                         | 1508-1510   | British Library, Egerton 940 | 41 folios, 28 × 18,5 cm. 8 miniatures en pleine page | La Trinité, f.2v.                                  |
| Heures de Jean de La Rue et Perrine Le Fuzelier à l'usage de Tours                                  | 1508-1510   | Coll. part. à Paris | 6 grandes et une petite miniatures. |                                                    |
| Livre d'heures à l'usage de Rome                                                                    | 1508-1510   | Manoir de Tyntesfield (en), Wraxall (Somerset) | En collaboration avec le Maître de Claude de France (1 miniature), 20 miniatures de la main du maître.                                                                                 |                                                    |
| Livre d'heures à l'usage de Bourges                                                                 | 1505-1510   | Bibliothèque nationale de France, Paris (Lat.1375) | 155 folios, 16,5 × 10,5 cm. 11 grandes miniatures. | Annonciation, f.35                                 |
| Livre d'heures                                                                                      | 1508-1510   | Bibliothèque de Genève, Genève (Lat.147) | 197 folios, 11,5 × 7,1 cm, 34 grandes miniatures et une autre miniature par un collaborateur insérée en fin d'ouvrage.                                                                 | Saint Michel chassant le diable, f.175r.           |
| Histoires universelles de Justin traduit par Claude de Seyssel                                      | 1509        | BNF, Français 715 | 2 miniatures de frontispice | Semiramis déguisée en son fils Ninias, frontispice |
| Histoires de Diodore de Sicile, traduit par Claude de Seyssel                                       | 1511        | BNF, Français 712 | 2 miniatures de frontispice | La Mort d'Alexandre, f.1                           |
| Psautier à l'usage de Tours                                                                         | 1511        | coll. part., passé en vente par la librairie l'Œil de Mercure à Paris | 257 folios, 21,5 × 13,5 cm. 12 petites miniatures | Calendrier des mois d'avril et mai                 |